# ۲۱۸ (بیانکا)

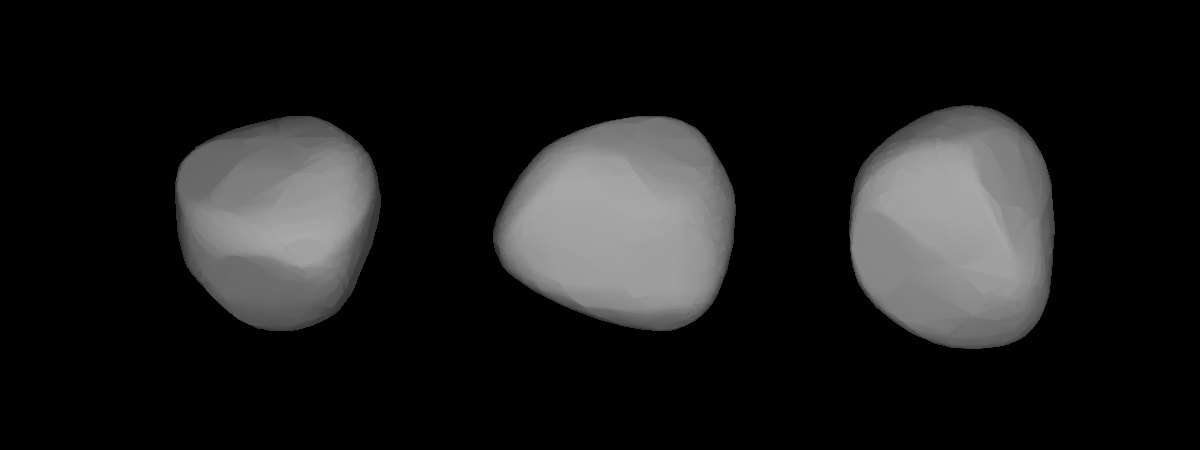
مدل سه‌بُعدی سیارک ۲۱۸ بیانکا طبق منحنی نور آن

سیارک ۲۱۸ (به انگلیسی: 218 Bianca)‏ ۲۱۸مین سیارک کشف شده‌است که در ۰۴ سپتامبر ۱۸۸۰ کشف شد. نام بیانکا به افتخار یکی از خوانندگان اپرا وقت برگزیده شده‌است. بیانکا نام یکی از اقمار اورانوس نیز هست.
قدر مطلق سیارک برابر ۸٫۶۰ است.